# アリアーガ劇場
- アリアガ劇場

アリアーガ劇場（アリアーガげきじょう、スペイン語: Teatro Arriaga）は、スペイン・バスク州ビスカヤ県ビルバオにあるネオバロック様式（バロックリバイバル）の歌劇場（オペラハウス）。

## 歴史
設計はホアキン・ルコバ。1885年から1890年に建築工事が行われ、1890年5月31日に開場した。初演はアミルカレ・ポンキエッリのラ・ジョコンダである。ルコバの作品にはビルバオ市庁舎などもある。名称は「スペインのモーツァルト」として知られた作曲家のホアン・クリソストモ・アリアーガに由来している。1914年12月22日には火災被害に遭った。1983年8月23日にはビルバオを集中豪雨が襲った。ネルビオン川が氾濫して劇場は深刻な被害を受け、1985年には大規模な修繕工事が行われた。

## 地理
ビルバオの旧市街であるカスコ・ビエホ地区の北西端にある。建物の西側はネルビオン川に面しており、アレナル橋を挟んで対岸にはビルバオの中心駅であるビルバオ＝アバンド駅がある。ビルバオ・トラムの最寄り駅はアリアーガ駅である。

## ギャラリー

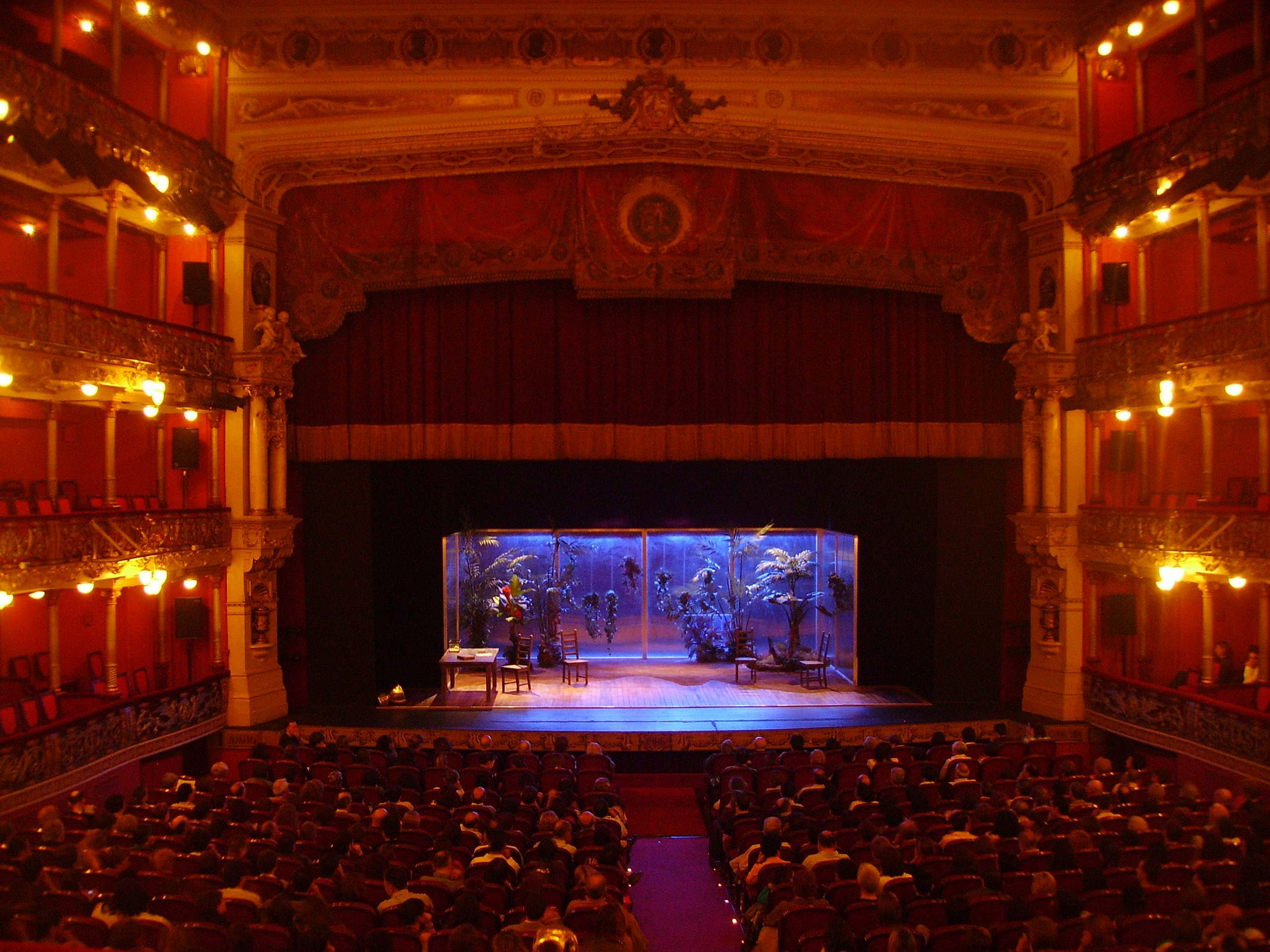
舞台
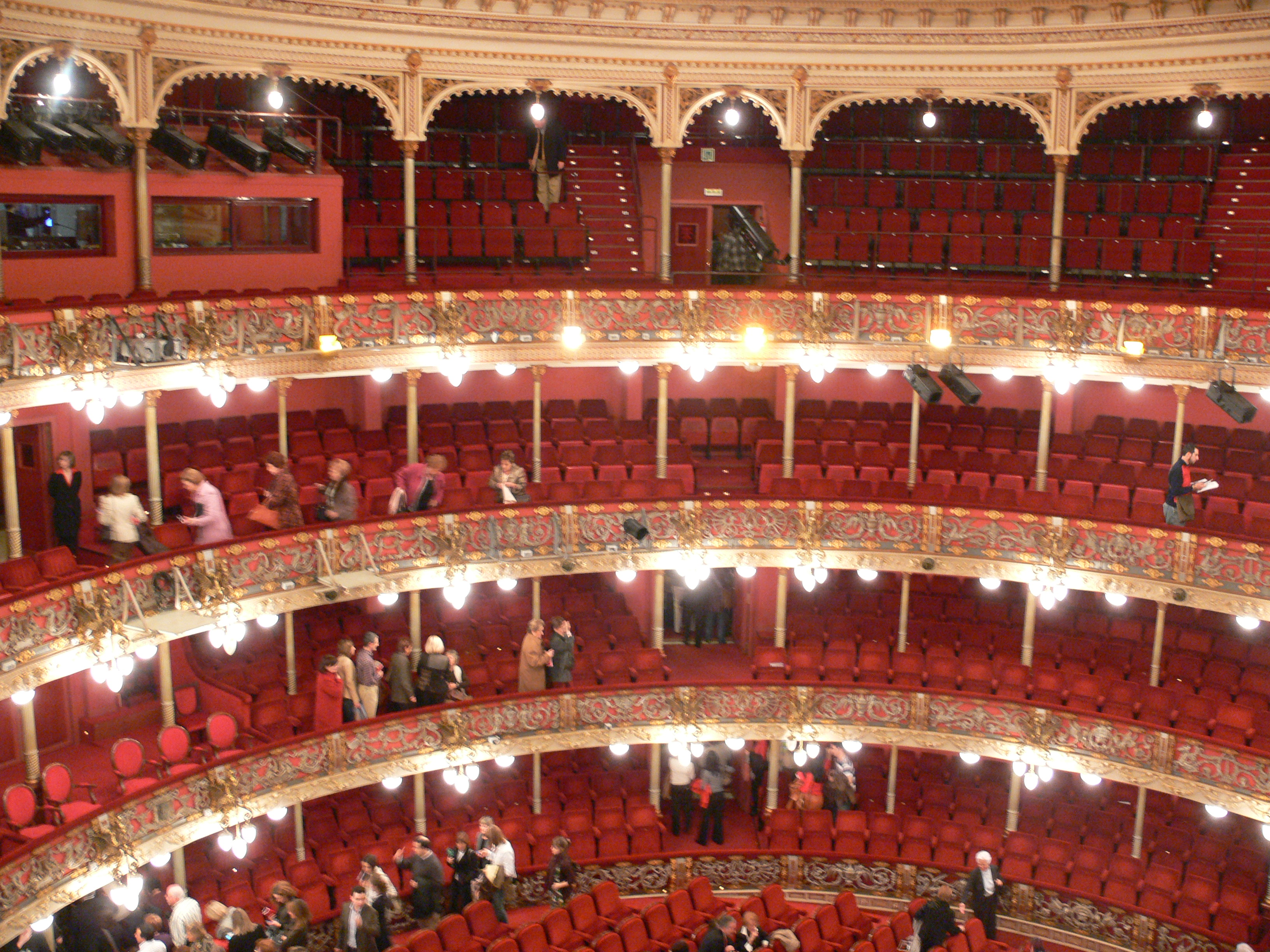
客席
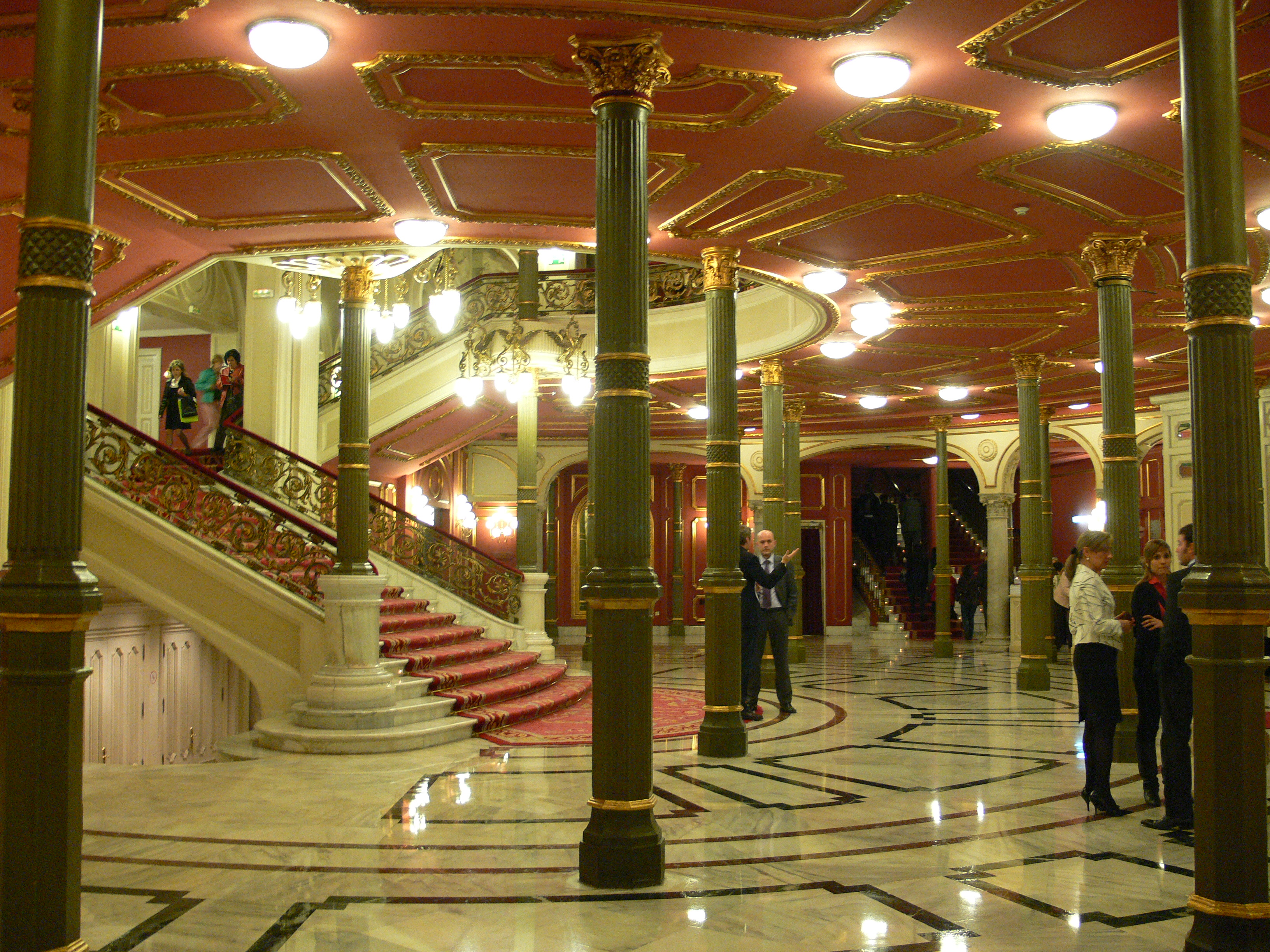
ロビー
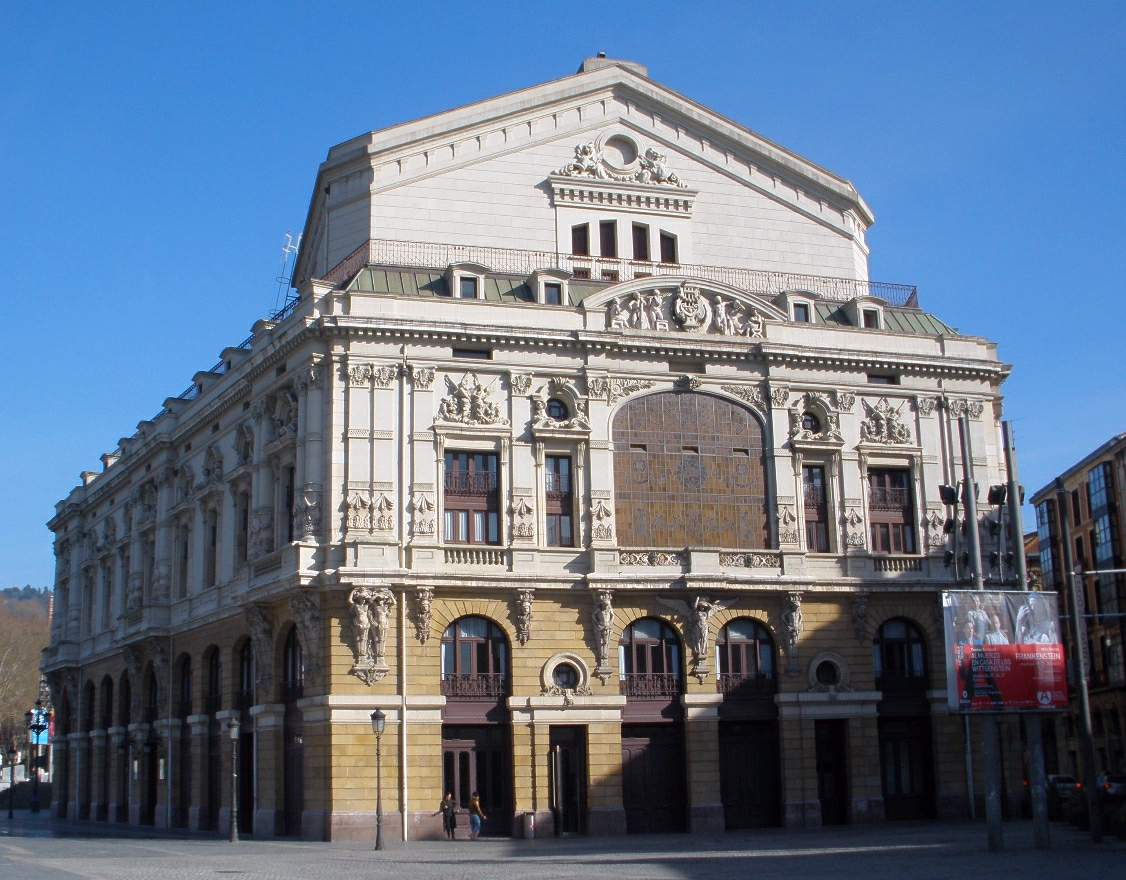